# Ahmet Necdet Sezer
Ahmet Necdet Sezer (IPA: [ähmet̪ ned͡ʒd̪et̪ ˈsezæɾ]) (Afyonkarahisar, 13 settembre 1941) è un politico turco.

## Biografia
È stato nominato 10º Presidente della Repubblica Turca dal Parlamento turco il 5 maggio 2000. Precedentemente a capo della Corte Costituzionale, posizione raggiunta il 6 gennaio 1998 a coronamento di una lunga carriera in magistratura, la sua elezione alla carica Presidente della Repubblica ha destato più di una sorpresa, data la completa mancanza di precedenti politici.
Laureato in Legge nel 1962, in magistratura sin da allora, specializzato in Giurisprudenza Civile nel 1978 sempre nella facoltà di Legge dell'Università di Ankara, Sezer è una figura di indiscussa integrità morale, e quantunque non abbia mai pubblicamente espresso le sue preferenze politiche verso un determinato partito politico, queste sono comunque di forte inclinazione laica e democratica. Sostenitore accanito del tentativo della Turchia di ottenere l'adesione nell'Unione europea, ha più volte criticato i partiti politici turchi cercando di spronarli ad una maggiore costruttività e ad una minore litigiosità, con l'obiettivo finale di riformare in senso ulteriormente democratico e secolare la Costituzione e l'ordinamento legislativo del paese.
Sposato con Semra Kürümoğlu e padre di 3 figli, tra gli aneddoti più significativi della sua presidenza, l'episodio del libro della Costituzione tirato in testa all'allora primo ministro Bülent Ecevit nel corso di un'importante riunione con lo Stato Maggiore dell'esercito, e l'essere stato più volte sorpreso dai media rispettosamente in fila, come un comune cittadino, al supermercato, così come al seggio elettorale.